# Spartakiada Armii Zaprzyjaźnionych
Spartakiada Armii Zaprzyjaźnionych – międzynarodowe zawody sportowe żołnierzy krajów bloku wschodniego.
Organizowano spartakiady letnie (w cyklu 4-letnim, zawsze rok po LIO) oraz zimowe (co 2 lata). Podczas imprezy rozgrywano wybrane dyscypliny olimpijskie. Pierwsza letnia spartakiada armii zaprzyjaźnionych odbyła się w 1958 roku, a zimowa w 1961.

## Letnie Spartakiady Armii Zaprzyjaźnionych
| Rok  | Gospodarz edycji letniej | Miasto                       |
| ---- | ------------------------ | ---------------------------- |
| 1958 | NRD                      | Lipsk                        |
| 1969 | ZSRR                     | Kijów                        |
| 1973 | Czechosłowacja           | Praga, Bratysława            |
| 1977 | Kuba                     | Hawana                       |
| 1981 | Węgry                    | Budapeszt                    |
| 1985 | Polska                   | Warszawa, Bydgoszcz, Wrocław |
| 1989 | Bułgaria                 | Sofia                        |

## Zimowe Spartakiady Armii Zaprzyjaźnionych
| Rok  | Gospodarz edycji zimowej | Miasto                        |
| ---- | ------------------------ | ----------------------------- |
| 1961 | Polska                   | Zakopane, Bydgoszcz, Toruń    |
| 1969 | Czechosłowacja           | Szpindlerowy Młyn             |
| 1971 | Polska                   | Zakopane                      |
| 1973 | Bułgaria                 | Pamporowo                     |
| 1975 | ZSRR                     | Leningrad, Kirowsk, Kawgołowo |
| 1977 | Czechosłowacja           | Szpindlerowy Młyn, Liberec    |
| 1979 | Polska                   | Zakopane, Nowy Targ           |
| 1981 | ZSRR                     | Borowicze                     |
| 1983 | NRD                      | Oberhof                       |
| 1985 | ZSRR                     | Mińsk                         |
| 1987 | Rumunia                  |                               |